# گاسا دزونگ (بوتان)
گاسا دزونگ (به لاتین: Gasa Dzong) یک منطقهٔ مسکونی در بوتان (کشور) است.
 گاسا دزونگ   ۲٬۸۵۰ متر بالاتر از سطح دریا واقع شده‌است.